# Orgyia ochrolimbata
Orgyia ochrolimbata är en fjärilsart som beskrevs av Otto Staudinger 1881. Orgyia ochrolimbata ingår i släktet fjädertofsspinnare, och familjen tofsspinnare. Inga underarter finns listade i Catalogue of Life.